# Cap dera Sèrra
Cap dera Sèrra är en bergstopp i Spanien.   Den ligger i regionen Katalonien, i den nordöstra delen av landet, 500 km nordost om huvudstaden Madrid. Toppen på Cap dera Sèrra är 943 meter över havet.
Terrängen runt Cap dera Sèrra är huvudsakligen bergig. Runt Cap dera Sèrra är det glesbefolkat, med 12 invånare per kvadratkilometer. Närmaste större samhälle är Vielha, 15,0 km söder om Cap dera Sèrra. I omgivningarna runt Cap dera Sèrra växer i huvudsak blandskog.